# Nephilim
Pour les articles homonymes, voir Nephilim (homonymie) et Géant.

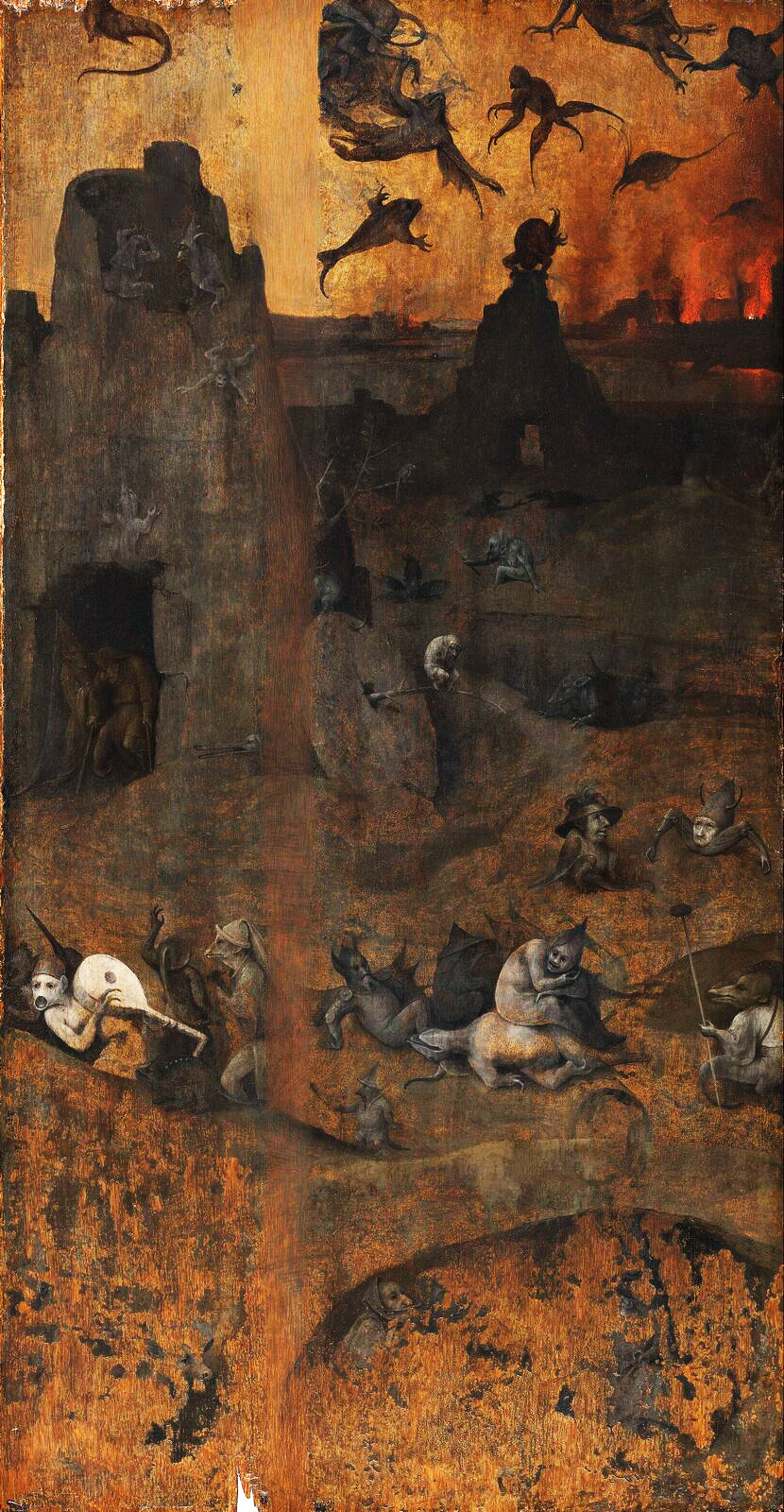
La chute des anges rebelles de Hieronymus Bosch, basé sur la Genèse 6:1–4

Les nephîlîm (mot collectif, qui est un pluriel hébreu : הנּפלים) sont des personnages de la Bible qui sont nés des descendants de Seth, troisième fils d'Adam et des descendantes de Caïn (autre fils d'Adam) dans le sixième chapitre de la Genèse.
Les descendants de Seth étant la descendance juste, ils sont appelés « fils de Dieu » ; la descendance de Caïn s'étant éloignée de Dieu, elle est appelée « filles des hommes ». Certains rabbins disent plutôt qu'il s'agit de personnages issus d'unions entre des anges déchus et des humains ; d'autres disent que les nephîlîm sont les enfants d'un ange et d'un démon. Le mot « nephîlîm » apparaît deux fois dans la Torah – ou Pentateuque – (Gn 6. 4 et Nb 13. 33), où il est souvent traduit par « géants », mais parfois rendu tel quel. C'est la forme plurielle du mot « nephel » ou « nāphîl » en hébreu. Selon les interprétations, le mot « nephilim » pourrait signifier « ceux qui sont tombés », « ceux qui tombent » (des anges déchus), ou « ceux qui font tomber » (qui corrompent les âmes des hommes).
Le passage de la Genèse où ils sont cités laisse entendre qu'ils sont le fruit de l'union entre « fils de Dieu » et filles des hommes. Ce passage de la Genèse précède l'épisode du Déluge et, si court soit-il, a donné lieu à diverses interprétations, souvent de caractère ésotérique.
Les nephîlîm sont associés, par comparaison, à d'autres géants évoqués dans la Bible. En effet, des traditions voient en eux une force supérieure aux autres hommes : ce qui correspond au sens dans la Genèse 43,18. Ils sont parfois assimilés aux gibborim, de la racine gabar, qui signifie « fort », d'où leur assimilation aux géants.

## Étymologie
Selon le dictionnaire Brown-Driver-Briggs, l'étymologie de base du mot « nephilim » est « incertaine », et les diverses interprétations suggérées sont « toutes très précaires ».
La majorité des versions anciennes de la Bible, incluant la Septante, Théodotion, la Vulgate, les traductions de la bible samaritaine, le Targum Onkelos et le Targum Neofiti, interprètent le mot comme signifiant « géants ». Symmaque l'Ébionite, au IIe siècle, le traduit par « les violents »,,, et la traduction d'Aquila de Sinope, datant de la même période, a été interprétée comme signifiant, soit « ceux qui sont tombés », soit « ceux qui tombent » — sous-entendu : « sur leurs ennemis, ».
Le dictionnaire Brown-Driver-Briggs définit les nephilim comme étant des géants. Bon nombre d'interprétations parmi celles suggérées sont basées sur l'hypothèse que le mot est dérivé de la racine hébraïque « n-ph-l », signifiant « tomber ». Selon Robert Baker Girdlestone, le mot viendrait plutôt du verbe hébreu sous sa forme causative et, par conséquent, les nephilims seraient plutôt ceux qui « font tomber ». Adam Clarke comprend le mot comme un passé, « tombés » : les « apostats ». Ronald Hendel défend également l'idée qu'il s'agit d'une forme passive, « ceux qui sont tombés », apparentée grammaticalement, par exemple, à « paqid » (« celui qui est nommé », i. e. un surveillant), « asir » (« celui qui est attaché », i. e. un prisonnier), etc.,.

## Les nephîlîm avant le Déluge (Genèse 6:4)
Deux courants de pensée existent dans certains écrits juifs et chrétiens non canoniques. Selon certains, les nephîlîm sont des êtres issus d'une relation entre les « fils de Dieu » (בני האלהים, « benei Elohim ») et les « filles des hommes ». Mais selon plusieurs Pères de l'Eglise et dans beaucoup d'Églises et communautés chrétiennes aujourd'hui, il s'agirait plutôt d'une union entre les descendants de Seth (troisième fils d'Adam) et les descendants de Caïn. Les descendants de Seth étant la descendance juste, ils sont appelés "fils de Dieu" ; les descendants de Caïn étant éloigné de Dieu, ils sont appelés "filles des hommes". Selon certaines interprétations, il ne faut pas nécessairement identifier les géants dits nephîlîm avec d'autres géants évoqués après le déluge. En effet, il est écrit dans le livre de la Genèse que lors du déluge, Dieu fit périr toute chair. Par conséquent, aucun géant dit nephîlîm n'aurait pu survivre.

### Le texte biblique
« 1 Lorsque les hommes eurent commencé à se multiplier sur la face de la terre, et que des filles leur furent nées,
2 les fils de Dieu [« benei Elohim »] virent que les filles des hommes étaient belles, et ils en prirent pour femmes parmi toutes celles qu’ils choisirent.

3 Alors YHWH dit : « Mon esprit ne jugera plus l'homme pour ses fautes, car l’homme est fait de chair, et ses jours seront de cent vingt ans. »

4 Les nephilim se trouvaient sur la terre en ces jours-là, et aussi après cela, quand les fils du vrai Dieu continuèrent d’avoir des rapports avec les filles des hommes et qu’elles leur donnèrent des fils : ils furent les hommes forts du temps jadis, les hommes de renom.

5 YHWH vit que la méchanceté des hommes était grande sur la terre, et que toutes les pensées de leur cœur se portaient chaque jour uniquement vers le mal.
6 YHWH regretta d’avoir fait l’homme sur la terre, et il fut peiné dans son cœur.
7 Alors YHWH dit : « Je vais effacer de dessus la surface du sol les hommes que j’ai créés, depuis l’homme jusqu’à l’animal domestique, jusqu’à l’animal qui se meut et jusqu’à la créature volante des cieux, car vraiment je regrette de les avoir faits. »
8 Mais Noé trouva grâce aux yeux de YHWH. »

— Genèse 6, 1-8

### Origine et descendance

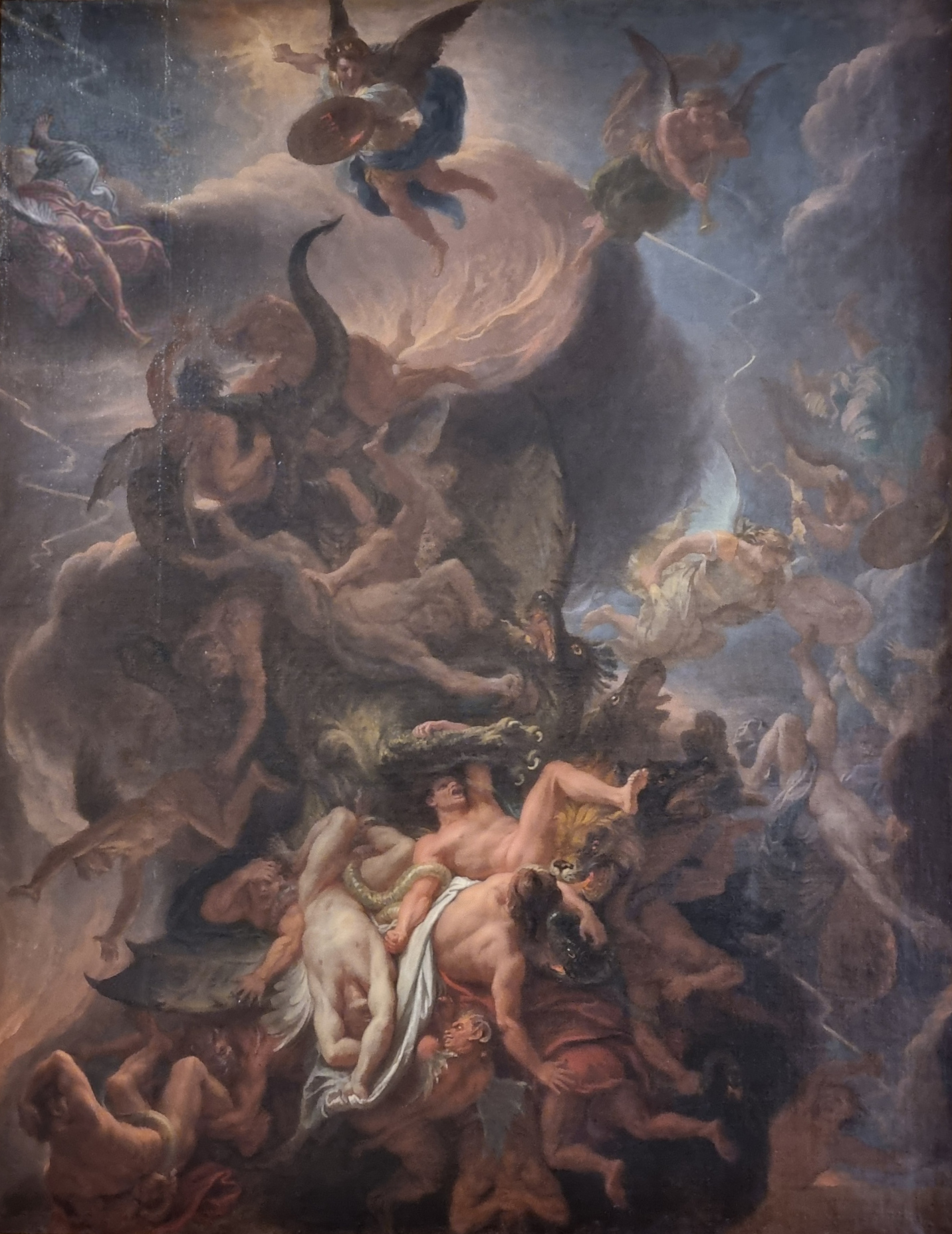
La Chute des anges rebelles. Tableau de Charles Le Brun, av. 1685. Musée des Beaux-Arts de Dijon.

Les « fils de Dieu » font référence aux anges ou à des hommes qui ont reçu des privilèges venant de Dieu dans la Bible hébraïque. Il peut s'agir ici d'anges déchus.
En d’autres termes, les anges « ont abandonné leur propre demeure [dans les cieux] », sont venus sur la Terre, ont revêtu un corps physique et ont goûté aux plaisirs sensuels avec des femmes. D'après le récit, ces créatures hybrides, qui avaient des anges pour pères, étaient des « hommes forts », dotés d’une vigueur anormale. C’étaient des hommes violents ou « nephilim », mot hébreu qui signifierait : « ceux qui font tomber les autres ».
La Terre était devenue si violente, à cause de l’influence des anges malveillants et de leurs fils suprahumains, que YHWH décida d’anéantir l’humanité par le Déluge.

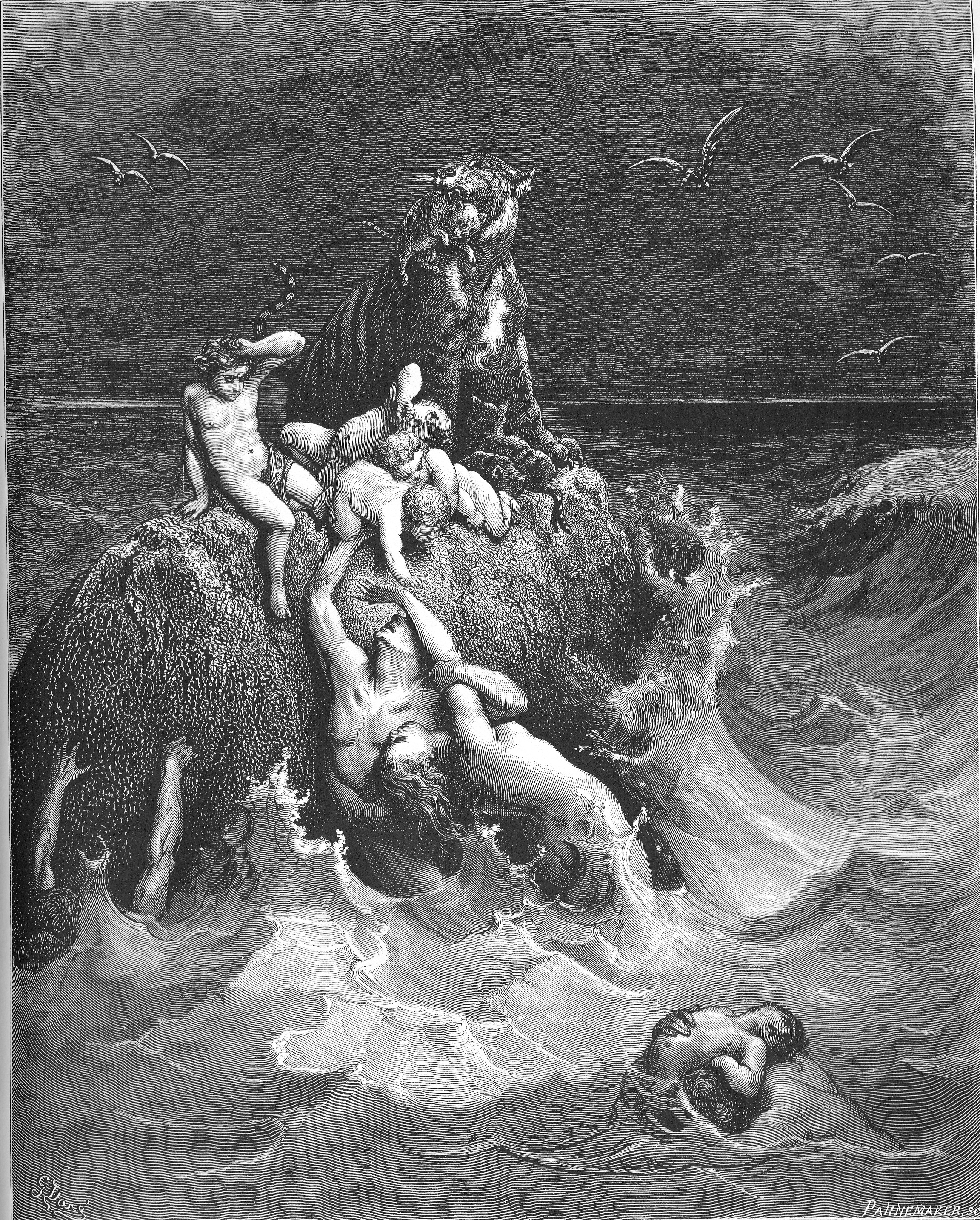
Le Déluge. Gravure de Gustave Doré, 1866.

Parmi les commentateurs de la Bible, certains avancent que les nephilims étaient des hommes méchants, progéniture hybride d'anges matérialisés qui auraient eu des rapports illégitimes avec les filles des hommes. La corruption répandue sur la Terre par suite de leur comportement, sévèrement réprouvé par Dieu, serait à l'origine du Déluge. Par « corruption » s'entend le mélange entre leur progéniture et celle des hommes, ainsi que la violence qui s'en dégagea, car ils devaient user de leurs force et grandeur pour, comme le récit le dit, « remplir la Terre de violence », « Et la Terre se pervertit sous les yeux du vrai Dieu, et la Terre se remplit de violence. »
Le récit de la Bible rapporte que YHWH s'indigna de la conduite des hommes à l'époque de Noé avant le Déluge et que les « fils du vrai Dieu » prirent pour eux des femmes séduisantes parmi les filles des hommes. 
Puis, parlant de la présence de nephilim sur la Terre, et aussi après cela, quand les fils du vrai Dieu continuèrent d'avoir des rapports avec les filles des hommes et qu'elles leur donnaient des fils : ils furent les puissants — les « gibborim » — du temps jadis, les hommes de renom.
D'après le même récit, les nephîlîm — c'est-à-dire la progéniture géante des filles des hommes par les fils de Dieu, ces derniers étant des anges déchus — ainsi que tous les impies, ont péri : « seuls le juste Noé et sa famille ont survécu ». « Ainsi il effaça toute créature existante qui se trouvait à la surface du sol, depuis l’homme jusqu’à la bête, jusqu’à l’animal qui se meut et jusqu’à la créature volante des cieux, et ils furent effacés de la Terre ; il n’y avait « que » Noé et ceux qui étaient avec lui « dans » l’arche qui survivaient. »
Toutefois, certains assurent[réf. nécessaire] que les anges méchants ne sont pas morts. Ils ont abandonné leur corps physique et ont regagné les sphères spirituelles. À cause de leur désobéissance, il ne leur a pas été permis de reprendre leur place dans la famille des anges justes. « Ils n’ont plus été autorisés à revêtir un corps humain », comme ils l’avaient fait aux jours de Noé.
Dans le livre d’Hénoch il est écrit que les femmes qui ont fait des enfants avec les hommes du ciel, ont été transformées en sirènes.

## Les nephilim après le Déluge (Nombres 13:33)

### Le texte biblique
« 27 Voici ce qu'ils [les chefs des douze tribus envoyés par Moïse en mission de repérage] racontèrent à Moïse : « Nous sommes allés dans le pays où tu nous as envoyés. À la vérité, c'est un pays où coulent le lait et le miel, et en voici les fruits.
28 Mais le peuple qui habite ce pays est puissant, les villes sont fortifiées, très grandes ; nous y avons vu des enfants d'Anak.
29 Les Amalécites habitent la contrée du midi ; les Héthiens, les Jébuséens et les Amoréens habitent la montagne ; et les Cananéens habitent près de la mer et le long du Jourdain. »
30 Caleb fit taire le peuple, qui murmurait contre Moïse. Il dit : « Montons, emparons-nous du pays, nous y serons vainqueurs ! »
31 Mais les hommes qui y étaient allés avec lui dirent : « Nous ne pouvons pas monter contre ce peuple, car il est plus fort que nous. »
32 Et ils décrivirent devant les enfants d'Israël le pays qu'ils avaient exploré. Ils dirent : « Le pays que nous avons parcouru, pour l'explorer, est un pays qui dévore ses habitants ; tous ceux que nous y avons vus sont des hommes d'une haute taille ;
33 et nous y avons vu les nephilim, enfants d'Anak, de la race des nephilim : nous étions à nos yeux et aux leurs comme des sauterelles. »

— Nombres, 13, 27-33.
Un même mot pouvant s'appliquer à plusieurs situations, ces géants dits "nephilim" ne sont pas forcément les mêmes que dans la Genèse.

### Goliath

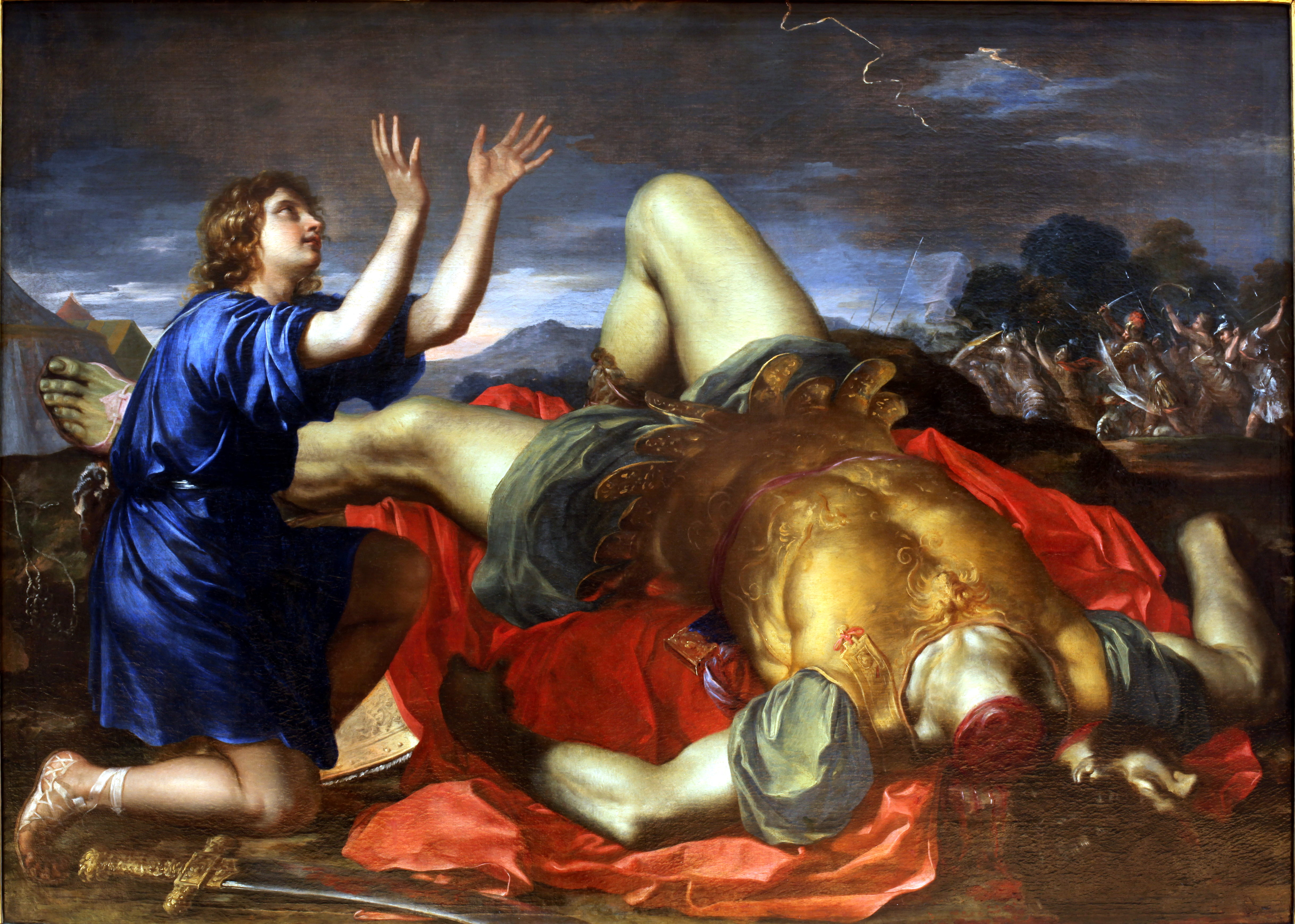
David remerciant Dieu après la mort de Goliath. Tableau anonyme, 1re moitié du XVIIIe siècle. Musée des Beaux-Arts de Lyon.

## Les  nephîlîm dans les apocryphes

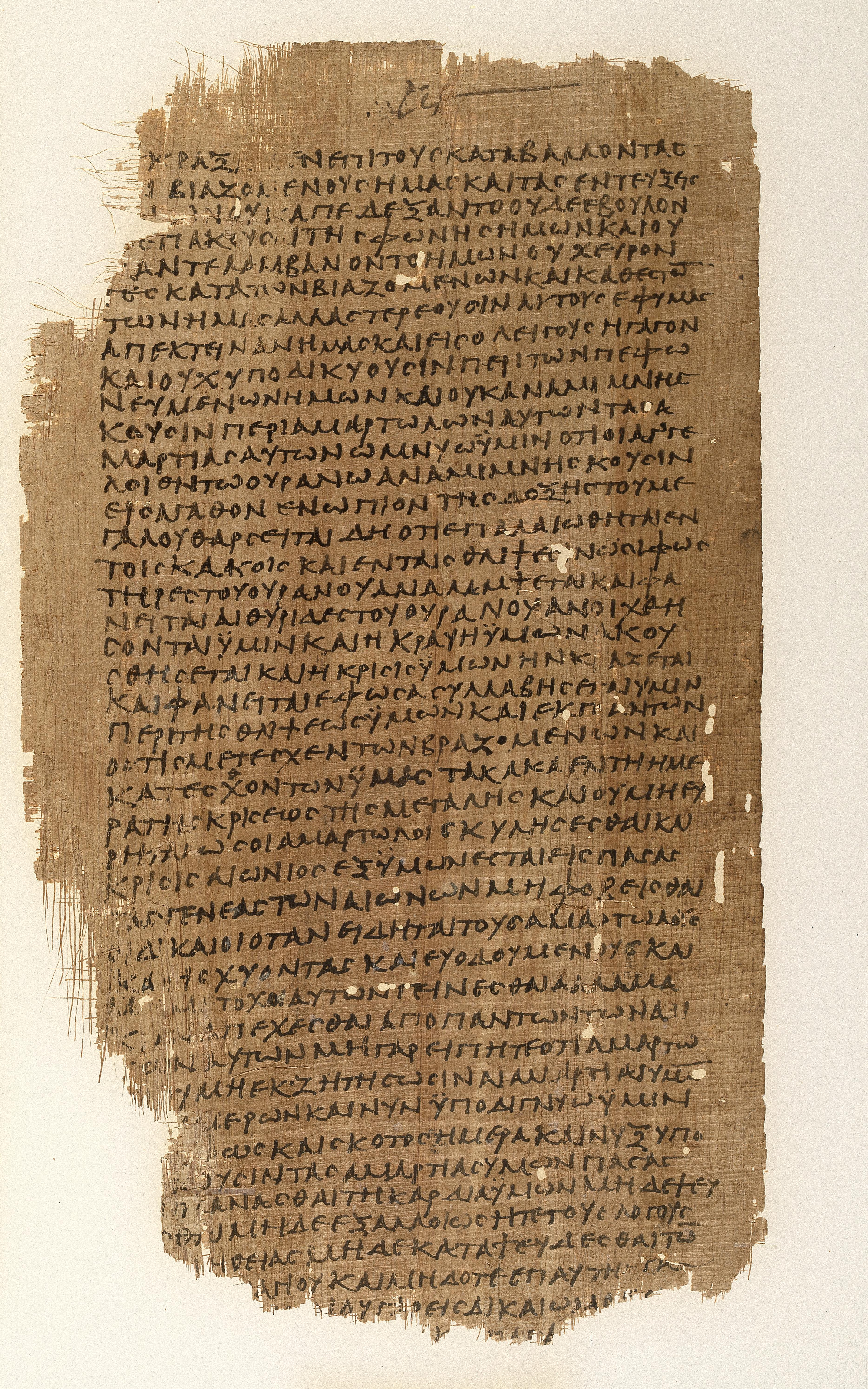
Manuscrit grec du Livre d'Hénoch datant du IVe siècle. Papyrus Chester Beatty. Université du Michigan (Ann Arbor).

- Le Livre d'Hénoch, reconnu comme canonique par l'Église orthodoxe éthiopienne, présente une description bien plus détaillée des géants bibliques[14],[15].
- Le Livre des Jubilés, également accepté par l'Église orthodoxe éthiopienne, complète l'histoire du Livre d'Hénoch.
- Il existe des allusions aux géants dans des Livres deutérocanoniques, comme le troisième livre des Maccabées.

### Rephaïm ou rephaïtes

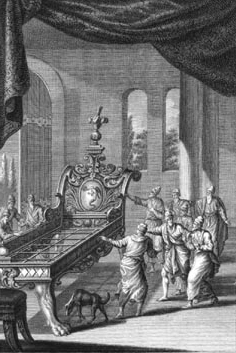
Le Lit d'Og. Gravure de Johann Balthasar Probst, v. 1770.